# Gloyzer X
Groizer X (グロイザーＸ?, Guroizaa X) è un anime giapponese di genere robotico-fantascientifico prodotto dalla Knack Animation nel 1976, trasmesso da Tokyo Channel 12 e tratto da un manga di Gosaku Ota, che collaborerà anche a due ulteriori versioni del fumetto di Gloyzer X, pubblicate fra il 1976 ed il 1977. La serie si compone di 36 episodi. Go Nagai supervisionerà il solo progetto dell'anime, e per questo, verrà spesso erroneamente accreditato in Occidente come co-creatore della serie.
In Italia l'anime è stato trasmesso nel 1981 su Canale 5, ma ebbe poco successo e venne replicato raramente, negli anni successivi, solo su qualche TV locale.

## Trama
Gli alieni Gaira che si nascondono nella regione artica vogliono conquistare la Terra. Il dottor Yan viene catturato con la figlia ed è costretto a lavorare per gli alieni per creare l'arma definitiva, un robot aereo trasformabile chiamato Groizer X, alto 100 metri e dal peso di 1200 tonnellate. La figlia Rita prende il controllo di Groizer X, riesce a fuggire dai Gaira e arriva in Giappone. Qui incontra il pilota Joe Kaisaka che assieme a lei userà il robot per respingere gli invasori.

## Curiosità
È il primo anime robotico di Tokyo Channel 12 e il secondo lavoro di robot gigante di Knack dopo Astroganga (realizzato per Nippon Television).
Secondo il presidente della Knack Seiichi Nishino, all'epoca Go Nagai iniziò una causa contro Toei per i diritti di Mazinga Z, e questo lo portò, insieme a Dynamic Planning, a creare nuove serie robotiche per altre aziende. D'altra parte, secondo la "Go Nagai TV Anime Encyclopedia" di Futabasha, Gloyzer X era inizialmente un progetto originale di Knack, ma si dice che questa abbia poi contattato Dynamic per supervisionare il progetto; a sostenere questo, Tadaki Kikuchi riporta come testimonianza il fatto che il nome di Dynamic Planning comparisse solo nella seconda stesura del progetto.
Come accennato in precedenza, oltre ad essere un lavoro scaturito da problemi con Toei, la storia è completamente indipendente dalle altre opere robotiche di Go Nagai come la serie dei Mazinger e di Getter Robot.
Tuttavia è apparso come mostro meccanico al servizio del Dottor Inferno nella serie TV del 2009 "Mazinger Edition Z: The Impact!" e come ospite nel video celebrativo del 2000, "Dynamic Super Robot Total Attack!! 25 Years of Dynamic Planning", prodotto per commemorare il 25º anniversario di Dynamic Planning.

## Episodi
| Nº | Titolo italiano Giapponese 「Kanji」 - Rōmaji                                                                | In onda           | In onda |
| Nº | Titolo italiano Giapponese 「Kanji」 - Rōmaji                                                                | Giapponese        |         |
| 1  | Groizer X 「大空の王者 グロイザーX」 - Oozora no ōja guroiza X                                               | 1º luglio 1976    |         |
| 2  | Storia di Rita 「宇宙人美少女の 秘密」 - Uchūjin bishōjo no himitsu                                          | 8 luglio 1976     |         |
| 3  | Pericolo da Gaylar 「恐怖の気象兵器」 - Kyōfu no kishō heiki                                                 | 15 luglio 1976    |         |
| 4  | Il professor Tobyshima 「熱血! ヒコーキ野郎の 涙が燃える!」 - Nekketsu! hikōki yarō no namida ga moe ru!     | 22 luglio 1976    |         |
| 5  | Masato 「悲しみは 大空の彼方に」 - Kanashimi ha oozora no kanata ni                                          | 29 luglio 1976    |         |
| 6  | Mach 3.5 「悲劇の マッハ3.5大作戦」 - Higeki no mahha 3.5 daisakusen                                         | 5 agosto 1976     |         |
| 7  | Kento 「リタの心を 取り戻せ!」 - Rita no kokoro wo tori modose!                                              | 12 agosto 1976    |         |
| 8  | Il nuovo reattore V-7 「消えた空爆ロボ」 - Kie ta kūbaku robo                                                | 19 agosto 1976    |         |
| 9  | L'ammiraglio Haruk 「傷だらけの友情」 - Kizu darakeno yūjō                                                   | 26 agosto 1976    |         |
| 10 | La piccola Yukari 「この命 果てるとも」 - Kono inochi hate rutomo                                            | 2 settembre 1976  |         |
| 11 | Lavaggio del cervello 「人間ロボット 大作戦」 - Ningen robotto daisakusen                                    | 9 settembre 1976  |         |
| 12 | La statua della pace 「女神像を 破壊せよ!」 - Megamizō wo hakai seyo!                                        | 16 settembre 1976 |         |
| 13 | La fine di Daggar 「恐怖の大飛行船」 - Kyōfu no dai hikōsen                                                  | 23 settembre 1976 |         |
| 14 | Operazione "squalo" 「皆殺しの 巡視船」 - Mina koroshi no junshi fune                                        | 30 settembre 1976 |         |
| 15 | Il sacrificio di Bikki 「悲劇の空爆ロボ. ビッキー」 - Higeki no kūbaku robo. bikki                           | 7 ottobre 1976    |         |
| 16 | Attacco al Giappone 「日本全土を 攻撃せよ」 - Nihonzendo wo kōgeki seyo                                      | 14 ottobre 1976   |         |
| 17 | Veleno dal cielo 「謎の飛行物体」 - Nazo no hikōbuttai                                                       | 21 ottobre 1976   |         |
| 18 | Lotta tra titani 「果てしなき 大空の戦い」 - Hate shinaki oozora no tatakai                                  | 28 ottobre 1976   |         |
| 19 | Gen in pericolo 「ゲンの命を救え」 - Gen no inochi wo sukue                                                  | 4 novembre 1976   |         |
| 20 | Super-Tank = attacco a Tokio! 「さらば 宇宙の友よ」 - Saraba uchū no tomo yo                                 | 11 novembre 1976  |         |
| 21 | Hanno rubato il Groyzer x! 「秘密基地大爆破」 - Himitsukichi dai bakuha                                      | 18 novembre 1976  |         |
| 22 | Progetto base segreta 「奪われた グロイザーX」 - Ubawa reta guroiza X                                        | 25 novembre 1976  |         |
| 23 | Sfida tra campioni 「ジョーとリタの 命をねらえ!」 - Jō to rita no inochi wonerae!                            | 2 dicembre 1976   |         |
| 24 | Il pericolo W-A 「マシン WA銃を防げ!」 - Mashin WA jū wo fusege!                                             | 9 dicembre 1976   |         |
| 25 | Una terribile battaglia aerea 「恐怖の巨大戦車」 - Kyōfu no kyodai sensha                                    | 16 dicembre 1976  |         |
| 26 | La vendetta di Masato 「嵐を呼ぶ 大空中戦」 - Arashi wo yobu oozora naka sen                                 | 23 dicembre 1976  |         |
| 27 | Il robot spaziale "Zeus" 「大空に怒りを ぶつけた涙の一撃」 - Oozora ni ikari wo butsuketa namida no ichigeki | 6 gennaio 1977    |         |
| 28 | Il dottor Yan è vivo! 「恐怖!空飛ぶ鯨」 - Kyōfu! kūhi bu kujira                                              | 13 gennaio 1977   |         |
| 29 | Il terrore della balena volante 「生きていた ヤン博士」 - Iki teita yan hakase                               | 3 febbraio 1977   |         |
| 30 | Morsa di ghiaccio 「死を呼ぶ 電撃作戦」 - Shi wo yobu dengeki sakusen                                        | 10 febbraio 1977  |         |
| 31 | Avamposto segreto 「冷たく白い東京」 - Tsumeta ku shiroi tōkyō                                               | 24 febbraio 1977  |         |
| 32 | Attacco alla base di Akane 「秘密前進基地を さぐれ!」 - Himitsu zenshin kichi wo sagure!                     | 3 marzo 1977      |         |
| 33 | Attacco totale 「茜基地に 突入せよ!」 - Akane kichi ni totsunyū seyo!                                        | 10 marzo 1977     |         |
| 34 | Pericolo di morte per Joe e Rita! 「リタよ! ジョーを撃て!」 - Rita yo! jō wo ute!                            | 17 marzo 1977     |         |
| 35 | La morte di Dogos 「総攻撃 ガイラー帝国」 - Sōkōgeki gaira teikoku                                           | 24 marzo 1977     |         |
| 36 | Ritorna in pace 「大空に 平和の鐘が鳴る」 - Oozora ni heiwa no kane ga naru                                  | 31 marzo 1977     |         |